# Norra Malmö
Norra Malmö är en ö i Loftahammars socken i Västerviks kommun. Ön har en yta på 3,34 kvadratkilometer.
Norra Malmö ligger strax norr om den större Södra Malmö. Ön hade bofast befolkning åtminstone sedan 1600-talet. Öns invånare fortsatte med jordbruk och fiske in på 2000-talet, men därefter har ön snabbt avfolkats; 2012 fanns två helårsboende på ön. Det finns även drygt tio fritidshus på ön.